# Трактовый (Кемеровская область)
Трактовый — упразднённый в 2024 году посёлок в Яшкинском районе Кемеровской области России.   Входил на год упразднения в состав Дубровской сельской территории Яшкинского административного района в рамках административно-территориального устройства и в состав Яшкинского муниципального округа в рамках организации местного самоуправления.

## География
Урочище находится в северной части области, у административной границы Дубровского сельского поселения с Пашковским.
Входил до 2019 года в состав Дубровского сельского поселения Якшинского муниципального района. После их упразднения в 2019—2024 годах в составе Яшкинского муниципального округа.
Исключён из учётных данных в 2024 году.

## Население
| 2010 |
| ---- |
| 0    |

Национальный состав
Согласно результатам переписи 2002 года, в национальной структуре населения белорусы и молдаване составляли по 50 % из общего числа населения в 2 жителя.

## Транспорт
Проходит автодорога из города Тайга в село Пашково Яшкинского района.